# Église Saint-Martin de Taillant
L'église Saint-Martin est une église située à Taillant, dans le département français de la Charente-Maritime en région Nouvelle-Aquitaine.

## Historique
L'église est inscrite au titre des monuments historiques par arrêté du 22 août 1949.

## Galerie

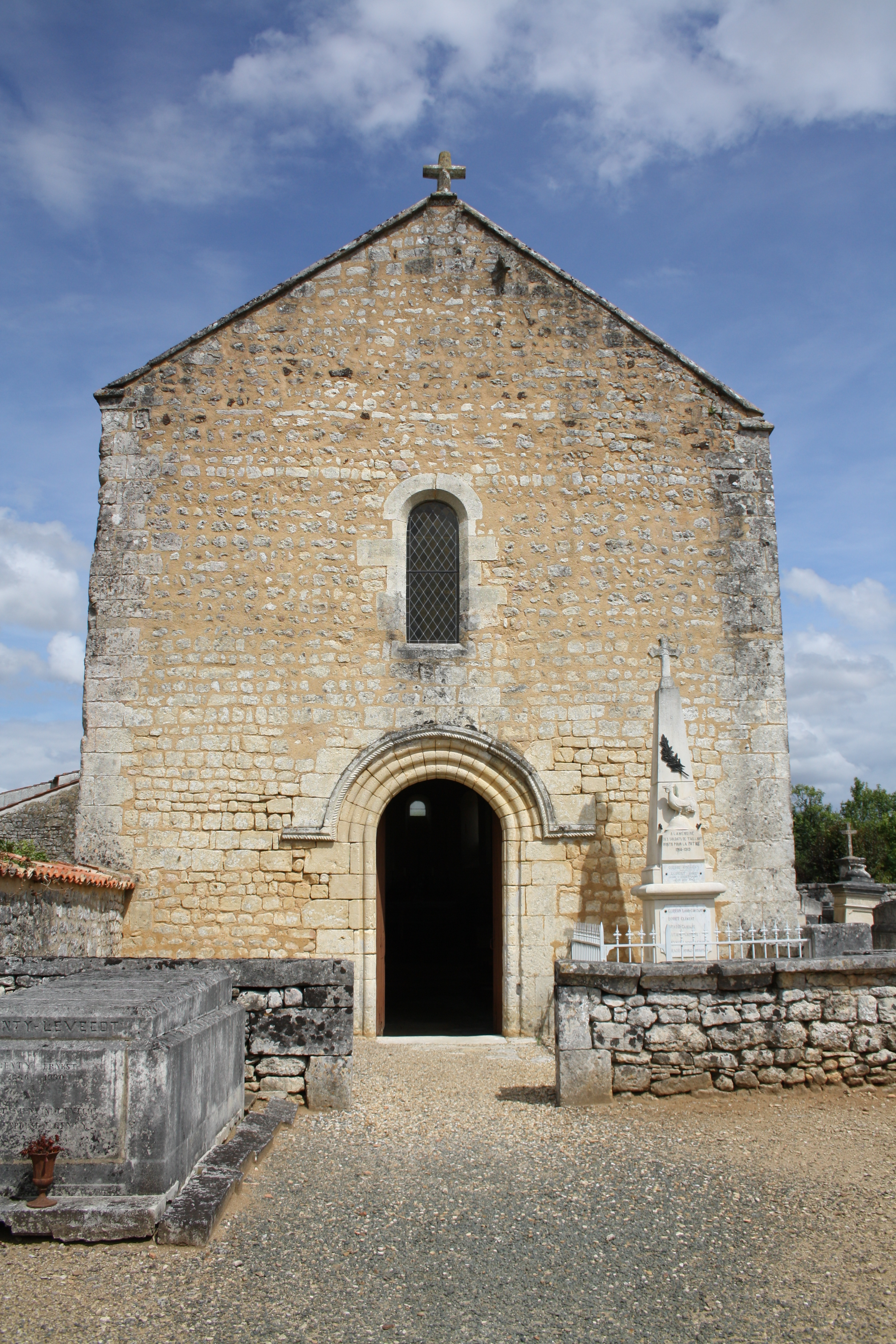
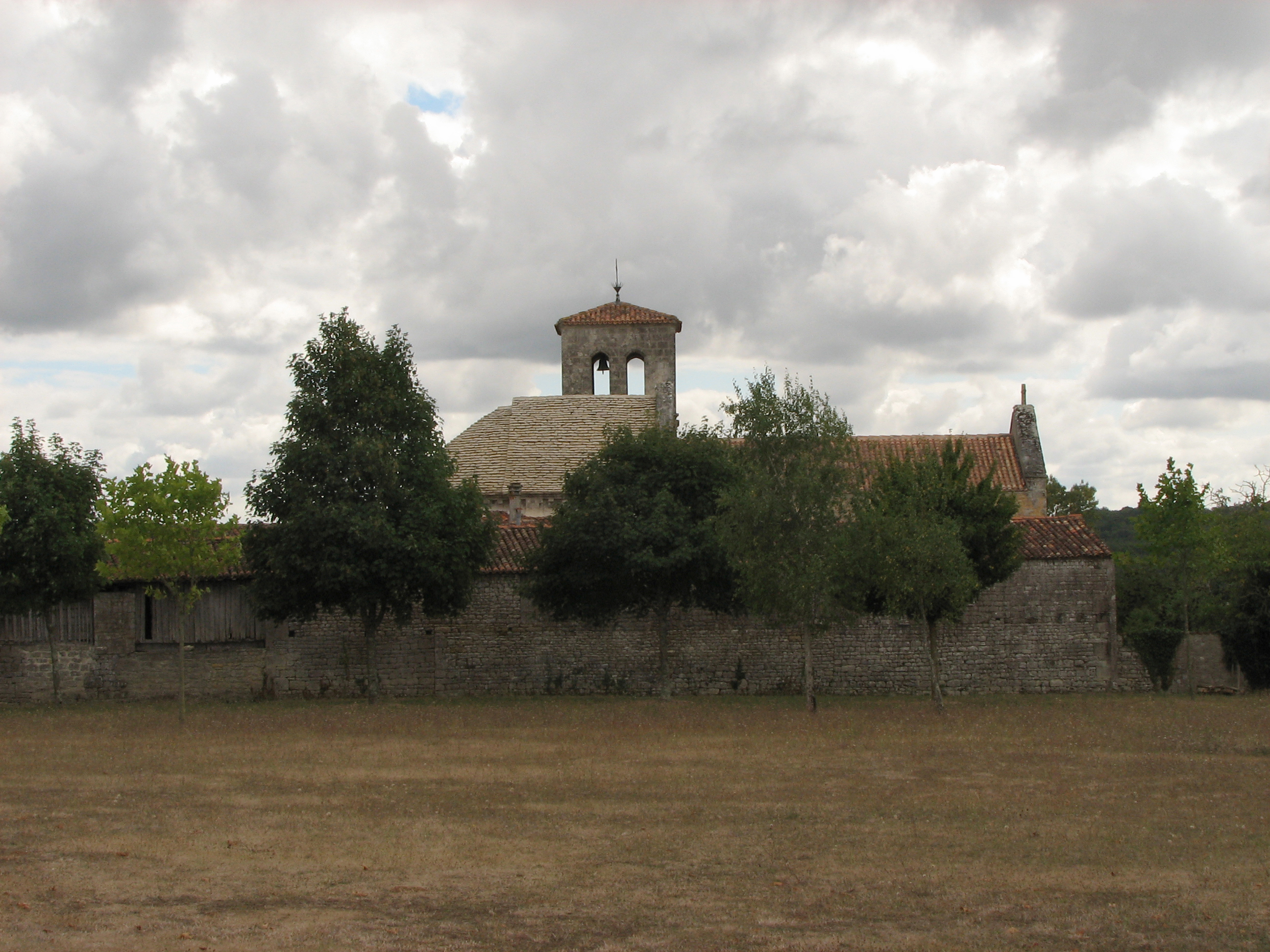
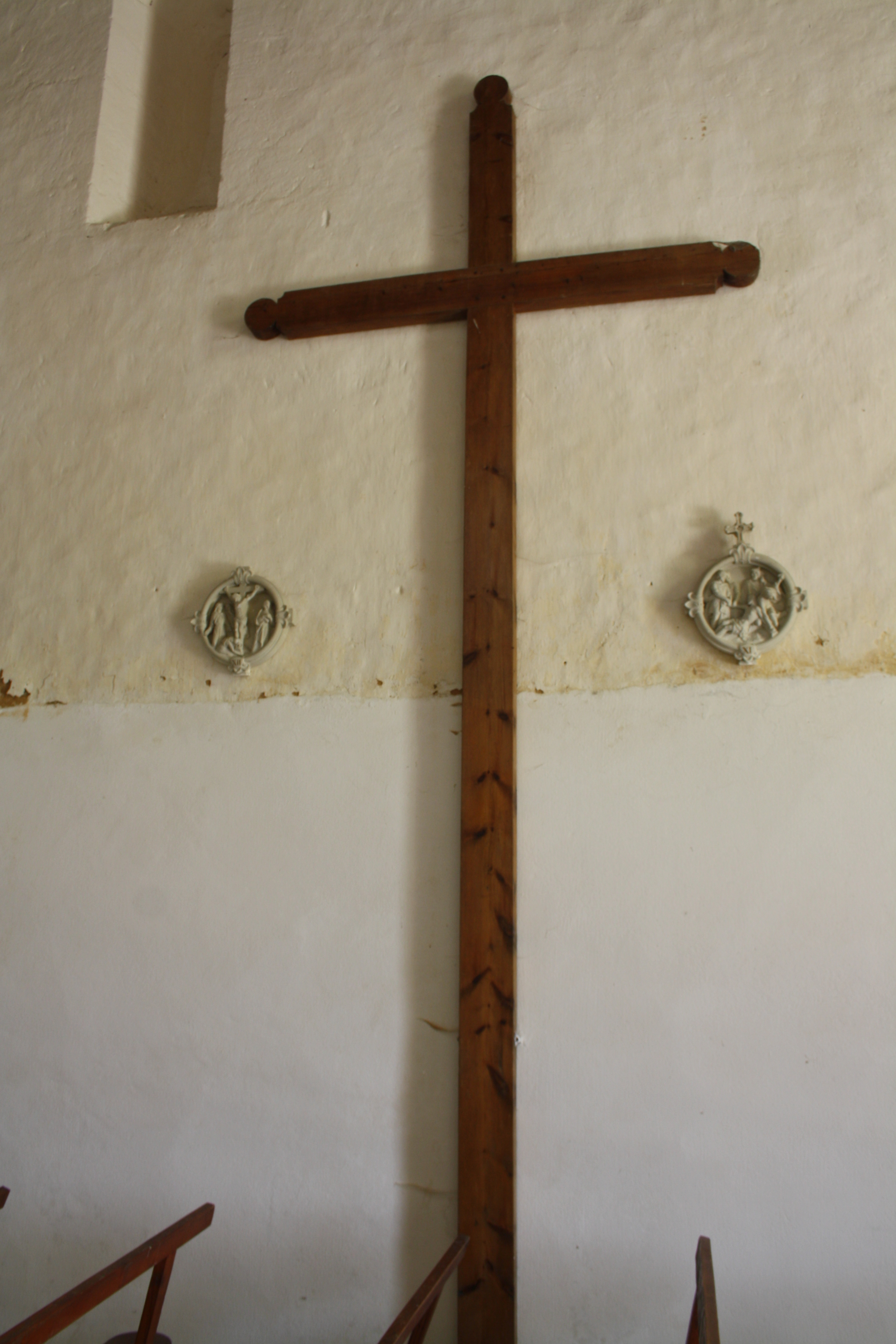
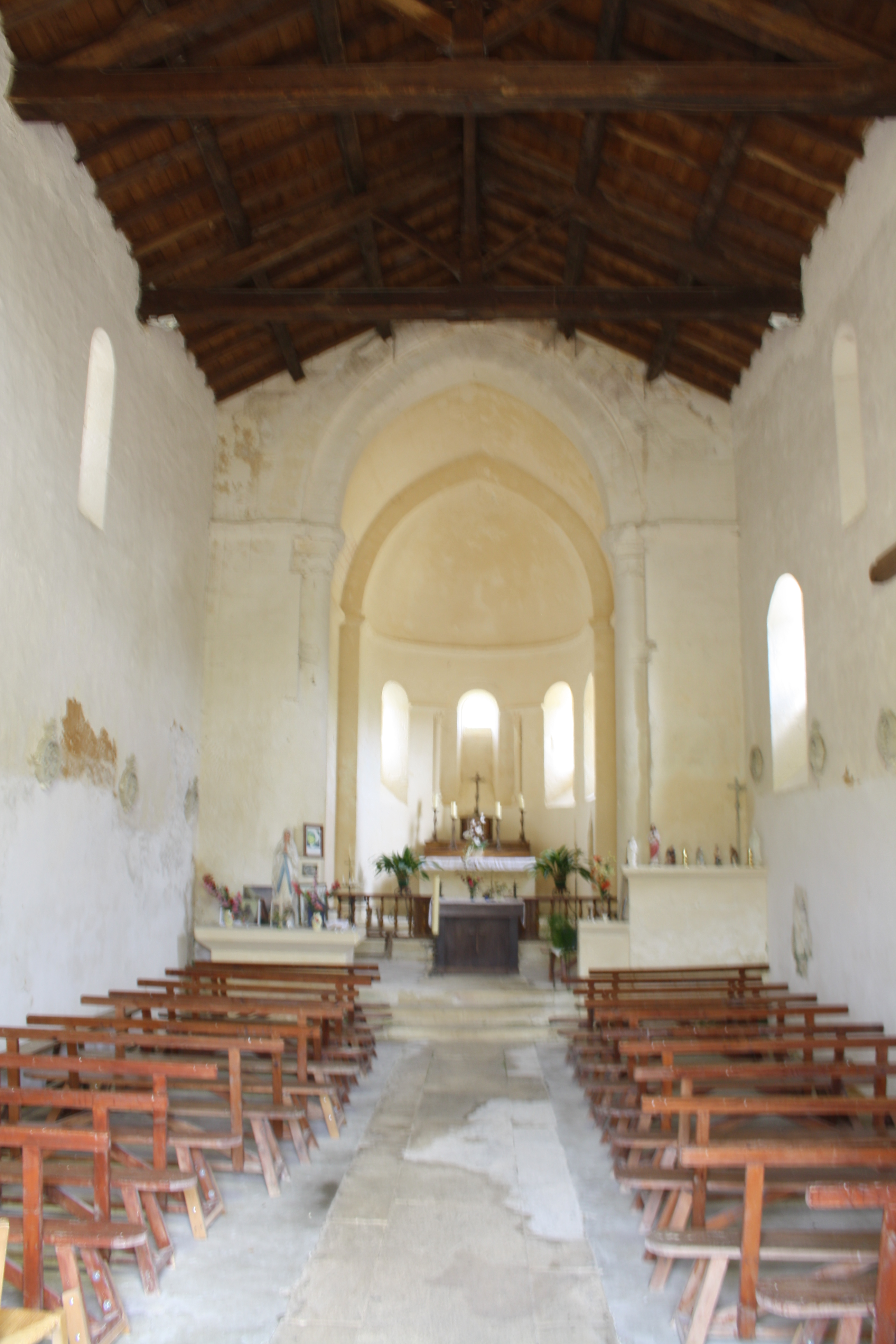
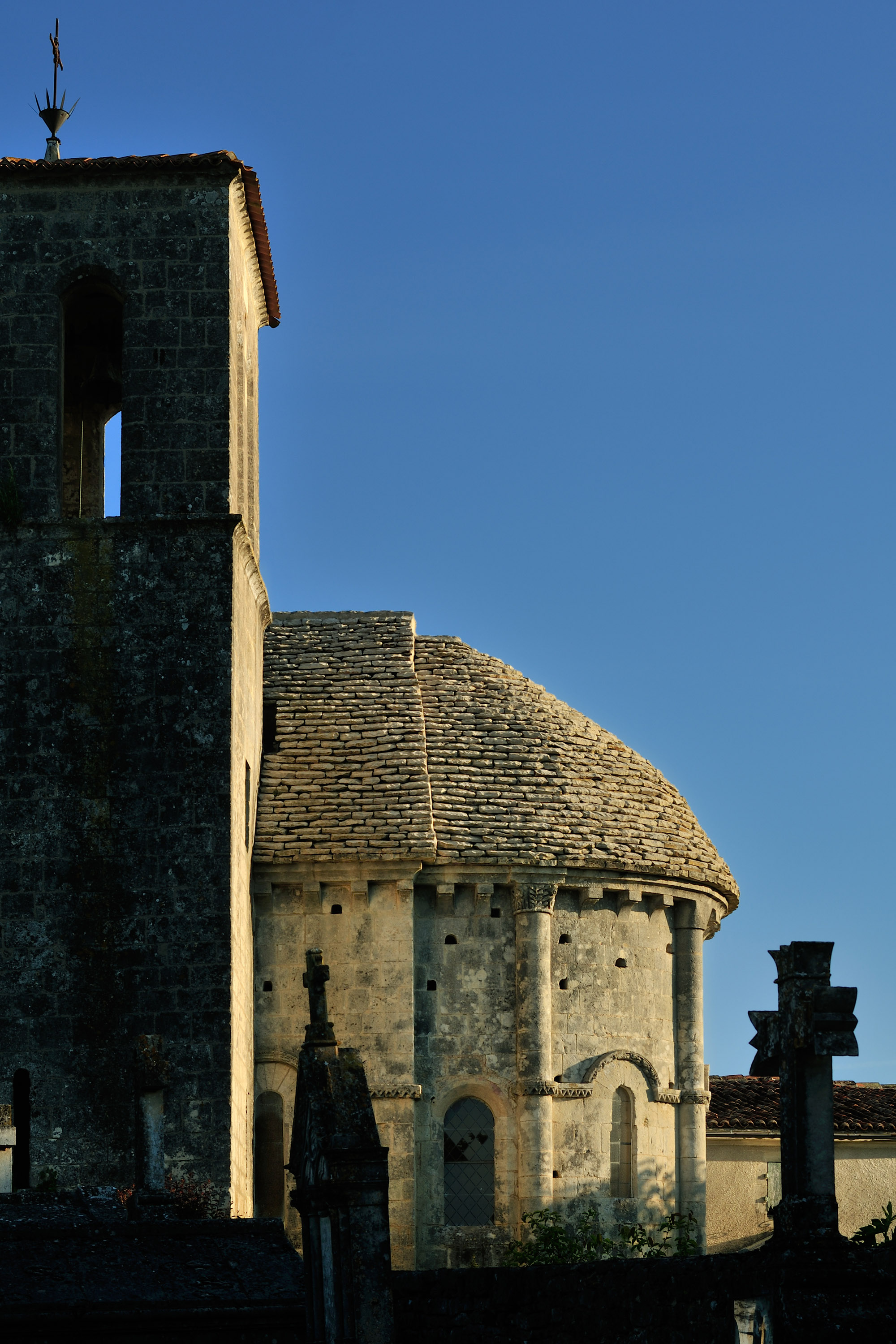
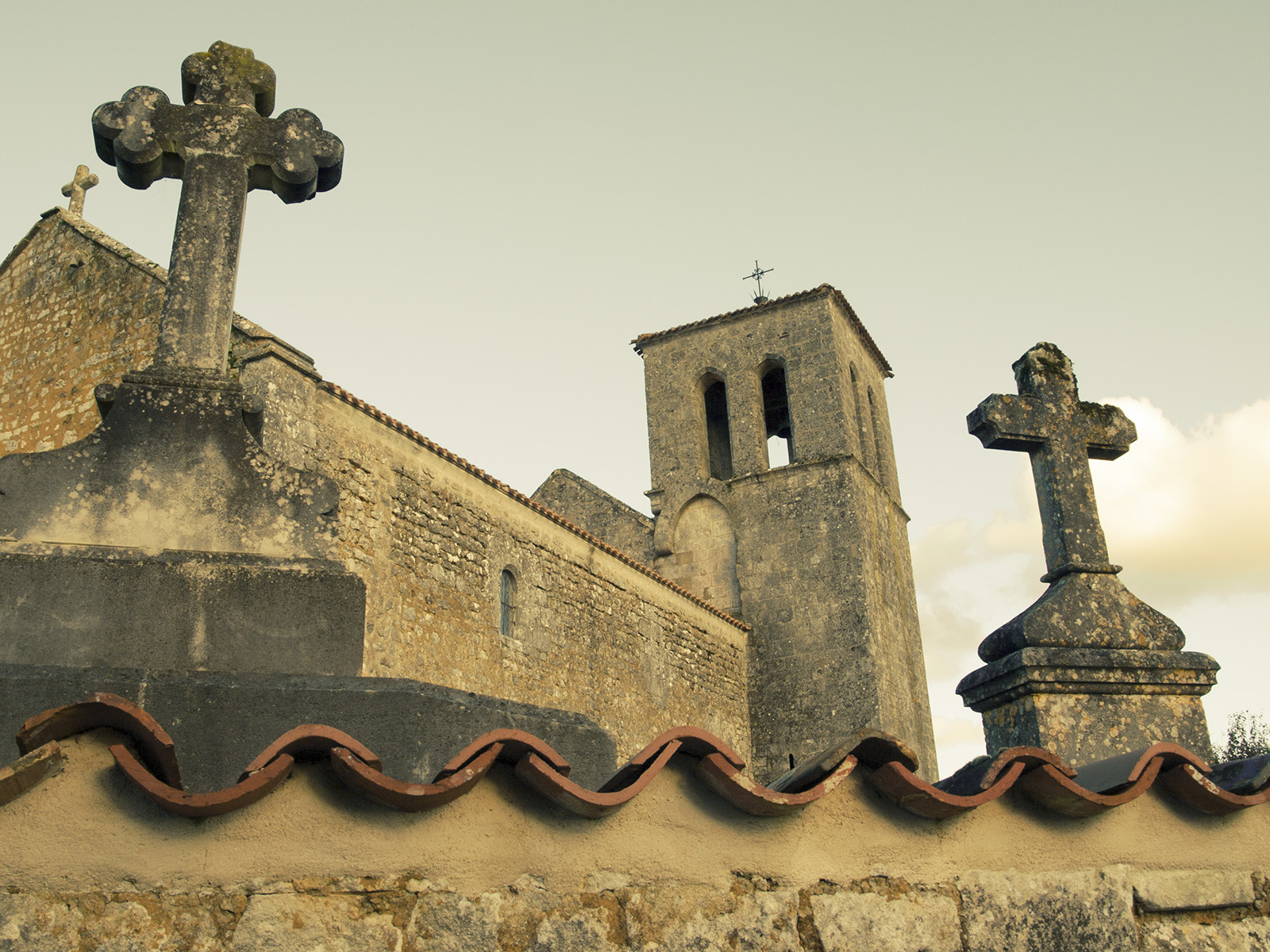
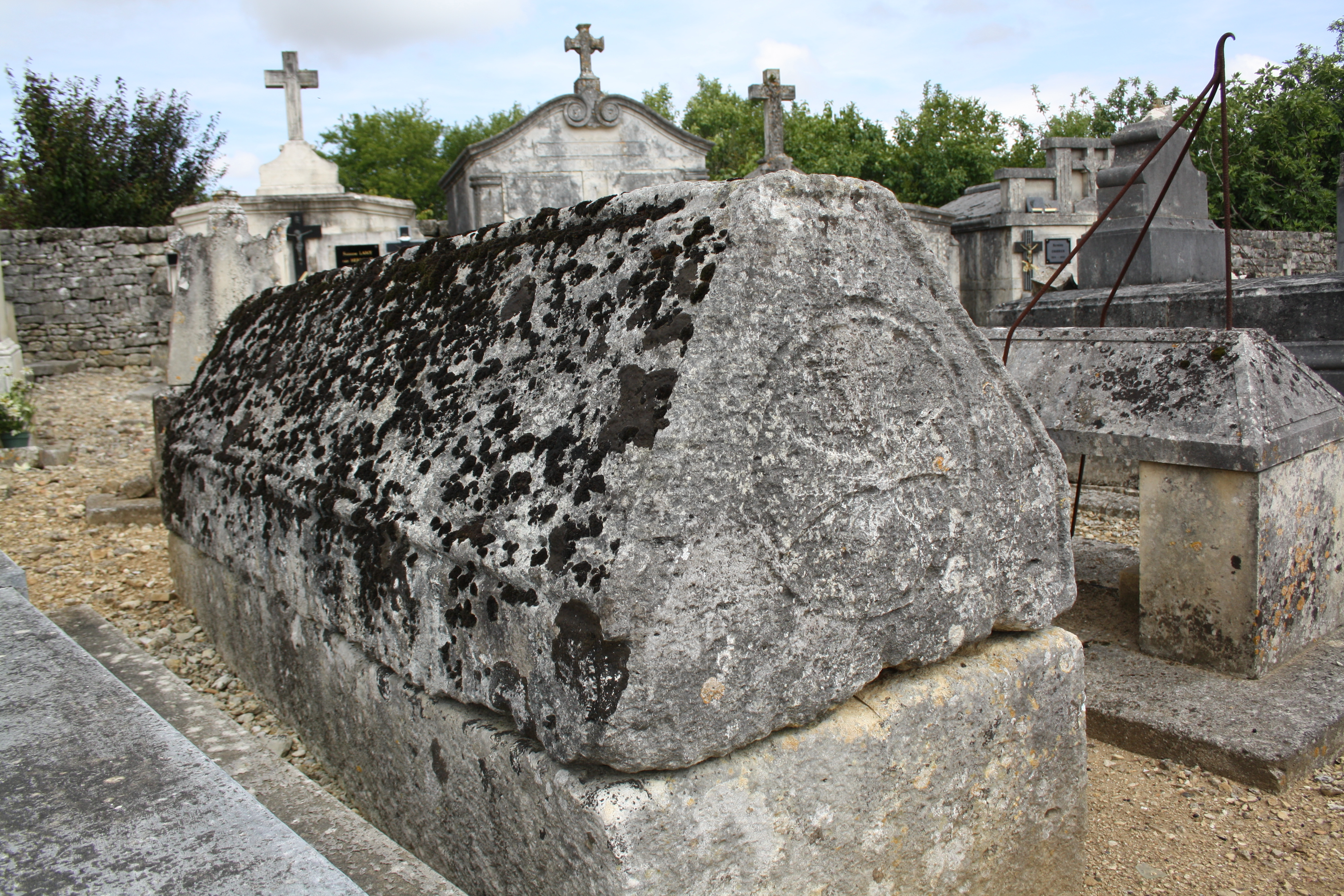